# Leibnizallee

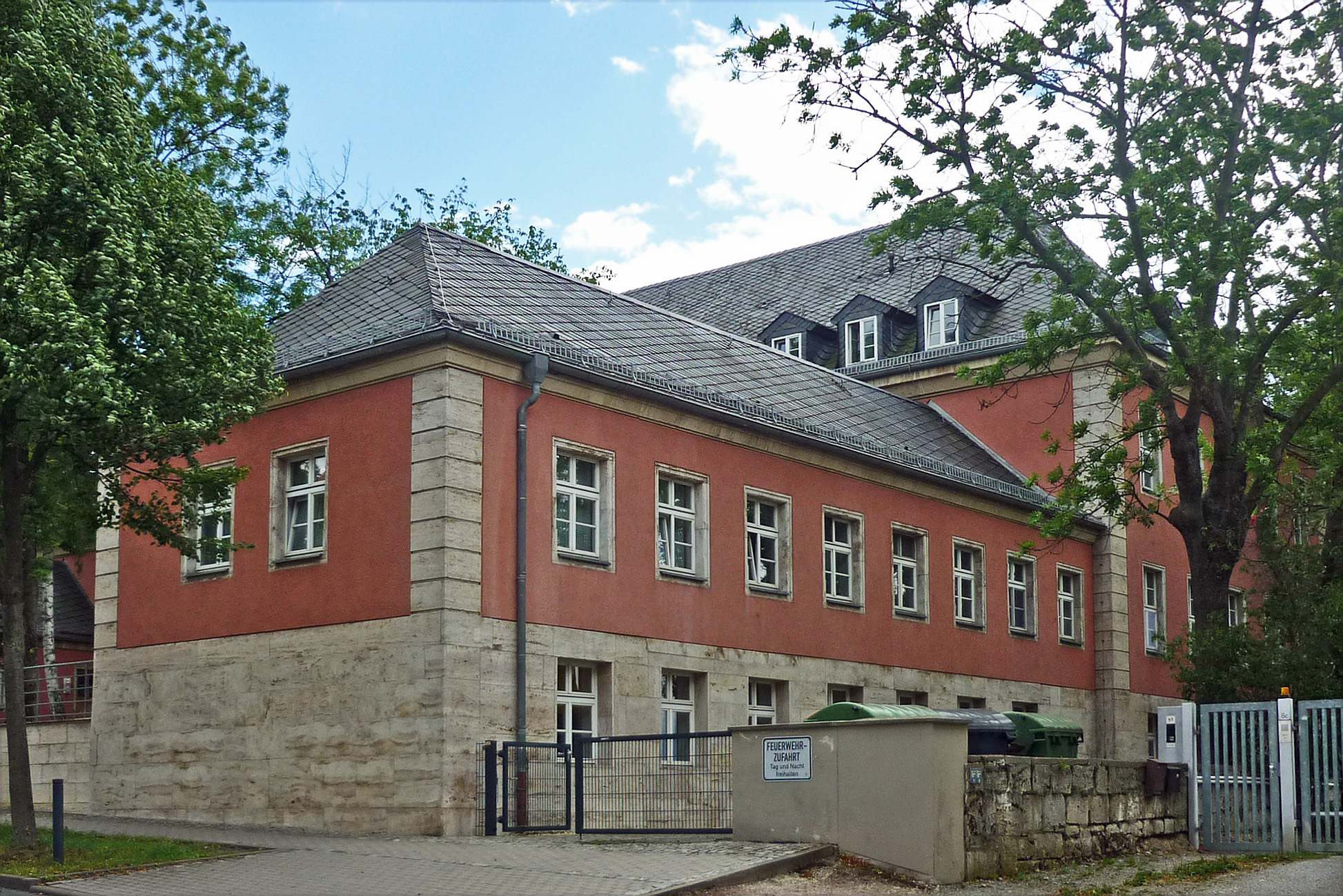
Leibnizallee 10

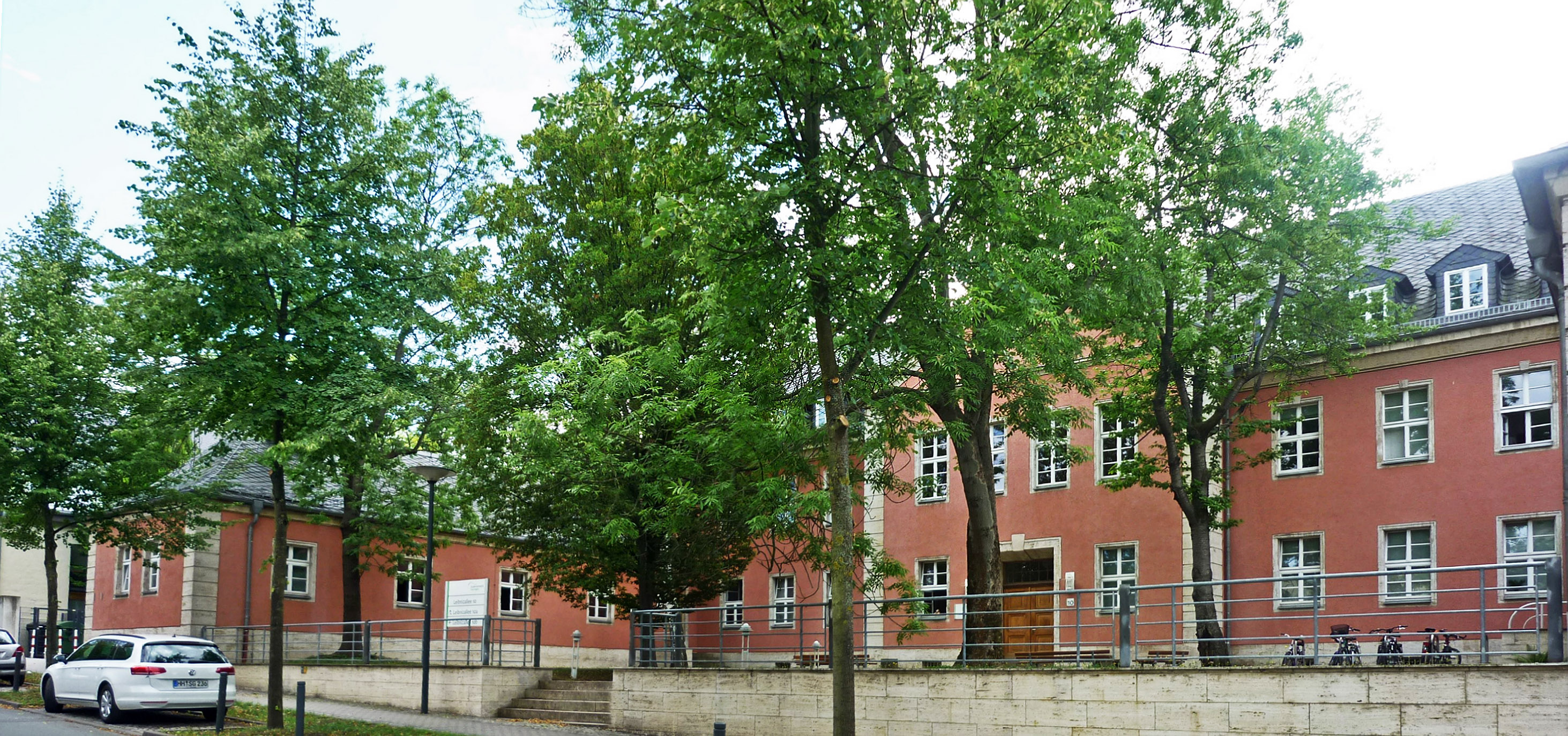
Leibnizallee 10

Die 1946 nach dem Universalgelehrten Gottfried Wilhelm Leibniz benannte Leibnizallee in der Parkvorstadt von Weimar ist in östlicher Richtung die Fortsetzung der Sternbrücke bzw. der Einbogenbrücke, dem Schalltor oder der Brücke am Horn. Sie endet kurz vor der Eisenbahn an der Jenaer Straße. Sie wurde nach dem Bau der Brücke 1651/53 neu angelegt und mit Linden bepflanzt. Sie hieß ursprünglich Kasernenberg, was mit den Kasernen zusammenhing. Später hieß sie Wilhelmsallee, was wohl mit der einstigen Wilhelmsburg zusammenhing. Herzog Wilhelm jedenfalls ließ diese Allee nach Erbauung der Sternbrücke anlegen. Die durchgehende Bebauung begann in der zweiten Hälfte des 19. Jahrhunderts. Nach dem Entwurf von Carl Heinrich Ferdinand Streichhan entstanden 1854/59 die Bauten der Streichhan-Kaserne. Diese reichen bis zum Bereich der Albrecht-Dürer-Straße/ Bodelschwinghstraße.
An der Ecke Musäusstraße/Leibnizallee befindet sich der Jüdische Friedhof Weimar. In der Leibnizallee 4 wohnte von 1854 bis 1860 August Heinrich Hoffmann von Fallersleben. Daran erinnert eine Gedenktafel an der Hauswand. In der Leibnizallee 2  wohnten die Bauhaus-Meister Johannes Itten und  László Moholy-Nagy, woran ebenfalls eine Gedenktafel erinnert. In der Leibnizallee 8 wiederum wohnte um 1830 der Bibliothekar und Rat Friedrich Theodor David Kräuter.
Die Gebäude der Streichhan-Kaserne u. a. mit Offizierswohnheim bzw. Kammergebäuden stehen auf der Liste der Kulturdenkmale in Weimar. Auch das Studentenwohnheim Leibnizallee 10 mit südlichem Flügel 10 a, ist darin verzeichnet, welches einst das Kriegsgericht gewesen war. Das Studentenwohnheim Leibnizallee 10 b bezeichnet als Erich-Markel-Haus war die Gewehrkammer.